# Agricola (consul en 421)
Pour les articles homonymes, voir Agricola.
Flavius Julius Agricola (poss. Aude, Gaule narbonnaise, 365, fl. 416-418, d. 421) fut un homme politique de l'Empire Romain, préfet du prétoire des Gaules (416-418), puis consul (421). C'est probablement le père de l'empereur romain d'Occident Eparchius Avitus, le beau-père de l'empereur Pétrone Maxime ainsi que le grand-père du César Palladius.

## Biographie
Fils de Flavius Eparchius Philagrius et de sa femme Egnatia Avita Severa.
Agricola est préfet du prétoire des Gaules de 416 à 418, dans la ville d'Arelate (Arles). Il est destinataire en 418 de l'édit d'Honorius et Théodose, fixant dans cette cité l'assemblée des Sept-Provinces.
Il devient l'un des deux consuls de 421, en compagnie de Flavius Eustathius.
Il se marie avec Magna Constantina, décédée à Rome, et eut trois filles et deux fils: Padusia Flavia Agricola, mariée avec Flavius Constantius Felix ; Eparchius Avitus, empereur d'Occident ; Eparchia Avita Agricola, mariée avec Alcimus Apollinaris ; Eparchia Avita Palladia, mariée avec Flavius Anicius Petronius Maximus ; et Ommatius Agricola (peut-être son neveu paternel), fl. av. 400-ap. 468, sénateur d'Arverne, père de Papianilla Agricola, femme de Tonantius Ferreolus, et de Hiberia, femme de Rurice de Limoges.